# Clorox
The Clorox Company (ранее Clorox Chemical Company) — американская компания, мировой производитель потребительских и профессиональных продуктов. Продукты Clorox продаются в основном через массовых мерчендайзеров, розничные торговые точки, каналы электронной коммерции, дистрибьюторов и поставщиков медицинских средств.

## История
Electro-Alkaline Company была основана 3 мая 1913 года в качестве первого коммерческого производителя жидкого отбеливателя в Соединённых Штатах. Название её оригинального продукта, Clorox состоит из названий двух его основных ингредиентов: хлора и гидроксида натрия.
28 мая 1928 года компания вышла на биржу Сан-Франциско и изменила своё название на Clorox Chemical Company.
Отбеливатель был ценным продуктом первой помощи для американских вооружённых сил во время Второй мировой войны и правительство заставило многих производителей отбеливателей уменьшить концентрацию гипохлорита натрия в их продуктах. Однако в Clorox решили продавать меньше единиц отбеливателя, установив репутацию качества.
В 1957 году Clorox был приобретён Procter & Gamble, которая переименовал свою новую дочернюю компанию в Clorox Company.
В течение 1970-х и 1980-х годов Clorox компания расширялась и развивалась. Она приобрела ряд брендов, которые остаются частью своего портфолио, в том числе Formula 409, Liquid-Plumr и Kingsford. Компания также разработала новые чистящие средства, такие как Tilex.
В 1990 году Clorox приобрела Pine-Sol.
В 1999 году Clorox приобрела First Brands, что позволило компании появится в списке Fortune 500 в 2000 году.
В 2007 году компания приобрела Burt’s Bees.
В 2008 году компания стала первой компанией, которая выступала за экологическую устойчивость.
В 2015 году компания подписала Глобальный договор ООН.
В 2018 году Clorox приобрела Nutranext Business, LLC примерно за 700 миллионов долларов.